# Некрасов, Александр Семёнович
Александр Семёнович Некрасов (1929 год — 27 сентября 2011 год) — экономист, Советник РАН, заслуженный деятель науки Российской Федерации (1999), лауреат премии имени Г. М. Кржижановского.

## Биография
Родился в 1929 году.

В 1954 году — окончил Московский инженерно-экономический институт имени С. Орджоникидзе.

В 1957 году — защита кандидатской диссертации в области экономических наук.

В 1974 году — защита докторской диссертации по проблемам оптимизации развития топливно-энергетического комплекса.

Работал в ведущих научных организациях страны:
- Научно-исследовательский институт имени Г. М. Кржижановского
- Институт систем энергетики им. Л. А. Мелентьева СО РАН
- Центральный экономико-математический институт РАН
- Институт народнохозяйственного прогнозирования РАН

где занимал должности заведующего лабораторией, заведующего отделом, заместителя директора Института.
Много лет занимался альпинизмом.
Умер 27 сентября 2011 года.
Сын — Никита Александрович Некрасов (род. 1973), физик, профессор Российской академии наук.

### Научная и общественная деятельность
Специалист в области макроэкономических проблем развития топливно-энергетического комплекса, формирования и анализа энергетических балансов.
Результаты исследований явились существенным вкладом в разделы Комплексной программы научно-технического прогресса СССР, в разработку Энергетической стратегии России на перспективу. Фундаментальное значение имеют аналитические и прогнозные разработки, выполненные ИНП РАН по заказу правительственных органов.
Автор более 230 публикаций по различным проблемам топливно-энергетического комплекса России, в том числе 25 монографий. Монографическое исследование «Электрификация в современном мире» (М.: Наука, 1990) было издано Мировым энергетическим советом в Великобритании. Ведущий автор журнала «Проблемы прогнозирования».
В последние годы много сил отдавал созданному им Открытому семинару «Экономические проблемы энергетического комплекса».
Вел педагогическую деятельность в ряде ведущих вузов страны. Под его руководством защищено более 30 кандидатских и докторских диссертаций.

## Награды
- Премия имени Г. М. Кржижановского (1976, совместно с Ю. В. Синяком) — за цикл работ, посвященных методологическим и практическим вопросам совершенствования методов планирования и управления энергетическим хозяйством
- Заслуженный деятель науки Российской Федерации (1999)